# لشکر زینبیون
لشکر زینبیون یک گروه شبه نظامی نیابتی جمهوری اسلامی ایران و طرفدار دولت بشار اسد در جنگ داخلی سوریه است. این گروه از شیعیان پاکستان و توسط نیروی قدس سپاه پاسداران تشکیل شده است. بیشتر این افراد شیعیان هزاره هستند که به عنوان آوارگان جنگی در پاکستان زندگی می‌کردند. قبل از تشکیل این تیپ، پاکستانی‌های طرفدار دولت سوریه در تیپ فاطمیون به مبارزه می‌پرداختند اما با افزایش شمار آن‌ها، یک تیپ جداگانه تشکیل دادند. این گروه توسط سپاه پاسداران ایجاد شده و جنگجویان آن نیز توسط واحد پاسداران آموزش می‌بینند. وظیفه این گروه در ابتدا دفاع از حرم زینب کبری بود اما بعدها در جنگ حلب نیز وارد میدان شد. کشته شدگان این گروه معمولاً در ایران به خاک سپرده می‌شوند. لشکر زینبیون به عنوان نیروی خط شکن بیشتر در سوریه فعالیت می‌کند. پاکستان، افغانستان، سوریه و اقلیم کردستان این گروه را تروریستی می‌دانند.
در استخدام اولیه، اعلام شد که حقوق ماهیانه هر یک از فعالانی که بپیوندند، ۱۲۰۰ دلار در ماه و بعد از سه ماه، ۱۵ روز مرخصی خواهد بود. در سال ۱۴۰۰، سپاه پاسداران به دولت گزارش داد که به هر فعالی که به این سازمان پیوست، ماهیانه بین ۵۰۰ تا ۱۰۰۰ دلار پرداخت کرد(ولی در حقیقت آنها فقط قسمتی از ان را دریافت کرده اند). این سازمان در اوج قدرت خود، به ۵۰۰۰ رزمنده رسید. پس از سقوط رژیم اسد در سوریه، اکثر عوامل این سازمان، پایگاه های خود را رها کرده و ناپدید شدند.   

## اعلام زینبیون به عنوان گروه تروریستی
- وزارت خزانه‌داری آمریکا در تاریخ ۲۴ ژانویه ۲۰۱۹ با انتشار بیانیه‌ای دو گروه شبه‌نظامی فاطمیون و زینبیون وابسته به جمهوری اسلامی ایران را در لیست تحریم خود قرار داد.[۱۳] این دو گروه در سوریه تحت فرمان نیروی قدس سپاه پاسداران انقلاب اسلامی در حمایت از بشار اسد فعالیت دارند.[۱۴]

- روز پنجشنبه ۲۳ فروردین ۱۴۰۳ دولت پاکستان لشکر زینبیون را «برهم‌زننده صلح و امنیت کشور» و «تروریستی» اعلام کرد.[۵]